# 谢晖 (1963年)
谢晖（1963年1月—）男性，四川省三台县人，中华人民共和国政治人物。

## 生平
1994年11月到1996年3月，谢晖任新疆维吾尔自治区司法厅劳教局党委委员、副局长。1996年3月到2000年5月，任新疆维吾尔自治区司法厅劳教局党委副书记、局长。2000年5月到2002年1月，任新疆维吾尔自治区司法厅党委委员、新疆维吾尔自治区劳教局局长。其间，1998年9月到2000年7月，在新疆大学政治经济学专业研究生课程进修班学习。2002年1月到2004年4月，任新疆维吾尔自治区司法厅党委委员、新疆维吾尔自治区劳动教养管理局党委书记、局长。2004年4月到2010年9月，任新疆维吾尔自治区司法厅党委委员、副厅长、新疆维吾尔自治区劳动教养管理局（戒毒管理局）党委书记、局长。其间，2008年3月到7月，在中共中央党校新疆班学习。谢晖在任新疆维吾尔自治区劳动教养管理局局长期间，通过给机关相关业务部门安排或者直接向下属劳教所负责人打招呼等方式，使整个新疆劳教系统66项工程没有进行招投标便开工建设。
2010年9月到2013年6月，谢晖任新疆维吾尔自治区司法厅党委委员、副厅长，新疆维吾尔自治区监狱管理局党委书记、局长。在这两三年期间，谢晖收受数百名干部职工的礼金将近千万元，收受34位老板的“感谢费”3000多万元。此外在这期间，整个新疆监狱系统的工程项目共108项，全部未公开招标，多用邀标形式发包，部分项目甚至直接指定承包方。
2013年6月，谢晖改任新疆维吾尔自治区公安厅党委委员、副厅长。此后谢晖多次遭遇网上实名举报。
2015年7月，谢晖因涉嫌严重违纪，接受新疆维吾尔自治区纪委调查。2015年12月30日，新疆维吾尔自治区人民检察院决定依法对谢晖以涉嫌受贿罪、滥用职权罪立案侦查并采取强制措施。2016年1月15日，新疆维吾尔自治区人民检察院决定以涉嫌滥用职权罪、受贿罪逮捕谢晖。2016年2月，谢晖受到新疆维吾尔自治区党委开除党籍、行政开除处分，其涉嫌违法犯罪问题及线索移送司法机关处理。